# Промінівська сільська рада
| Промінівська сільська рада — колишній орган місцевого самоврядування у Мелітопольському районі Запорізької області з адміністративним центром у с. Промінь. Історична дата утворення: в 1921 році. Водоймища на території, підпорядкованій даній раді: р. Юшанли. Сільській раді підпорядковані населені пункти: - с. Промінь - с. Берегове - с. Відрадне - с. Привільне - с. Волошкове - с. Українське - с. Широкий Лан - с. Ясне |

## Склад ради
Рада складається з 16 депутатів та голови.

### Керівний склад ради
| ПІБ                      | Основні відомості                              | Дата обрання | Дата звільнення |
| ------------------------ | ---------------------------------------------- | ------------ | --------------- |
| Каптьол Ганна Михайлівна | Сільський голова, 1954 року народження, освіта | 26.03.2006   | 31.10.2010      |

Примітка: таблиця складена за даними джерела